# Tilo Medek
Tilo Medek (ur. 22 stycznia 1940 w Jenie, zm. 3 lutego 2006 w Duderstadt) – niemiecki kompozytor.

## Życiorys
Jego ojcem był kompozytor Willy Müller-Medek (1897–1965). W latach 1959–1964 studiował muzykologię na Uniwersytecie Humboldtów w Berlinie. W latach 1959–1967 uczył się także kompozycji u Rudolfa Wagnera-Régeny. W 1977 roku pozbawiony obywatelstwa NRD, wyemigrował do Niemiec Zachodnich. W 1994 roku przebywał na stypendium w Villa Massimo w Rzymie.
Po początkowych zainteresowaniach dodekafonią zwrócił się w stronę ścisłej tonalności. Swoją twórczość muzyczną adresował do szerokiej publiczności, dbając o jej komunikatywność. Wiele jego kompozycji ma charakter pedagogiczny.

## Wybrane kompozycje
(na podstawie materiałów źródłowych)

### Utwory orkiestrowe
- Triade (1964)
- Porträt eines Tangos (1968)
- Das zögernde Lied (1970)
- Koncert na flet i orkiestrę (1973)
- Grosser Marsch (1973)
- Koncert na flet piccolo i orkiestrę (1975)
- 3 koncerty wiolonczelowe (I 1978, II 1984, III 1992)
- 2 koncerty organowe (I 1979, II 1994)
- König Johann oder Die Ausstieg (1980)
- Koncert skrzypcowy (1980)
- Konzertstück na kotły i orkiestrę (1982)
- Eisenblätter (1983)
- Koncert na kotły i orkiestrę (1986)
- Rheinische Symphonie (1986)
- Koncert na trąbkę i orkiestrę (1989)
- Zur Lage der Nation (1990)
- Schattenbrenner na symfoniczną orkiestrę dętą (1991)
- Koncert na perkusję i orkiestrę (1993)
- Sorbische Wehrstücke (1994)
- Kleines Konzert na fortepian, orkiestrę smyczkową i perkusję (1994)
- Air na wibrafon i orkiestrę (1994)

### Utwory kameralne
- 4 kwintety dęte (I 1965, II 1976, III 1979, IV 1989)
- Stadtpfeifer, ein Schwanengesang na klarnet, puzon, wiolonczelę i fortepian (1973)
- Tagtraum na flet, obój, trąbkę, skrzypce, wiolonczelę, kontrabas i fortepian (1976)
- Giebichenstein na zespół kameralny (1976)
- Fanfaronade na zespół instrumentów dętych (1979)
- Reliquienschrein na organy i perkusję (1980)
- Spiegelszenen na obój, klarnet, róg, fagot i fortepian (1989)
- Bündelungen na 3 gitary (1990)
- Biedermaier-Variationen na flet, skrzypce i wiolonczelę (1992)
- Dezett na podwójny kwintet dęty (1993)

### Utwory wokalne i wokalno-instrumentalne
- Altägyptische Liebslieder na 2 głosy i orkiestrę (1963)
- Johann Wellbergens natürliche Zauberkünste 1768 na recytatora, sopran i orkiestrę salonową (1965)
- Todesfuge nach Paul Celan na sopran solo i 16 głosów (1966)
- De mirabili effectu amoris/Von der wunderbaren Wirkung der Liebe na 2 chóry (1967)
- Deutschland 1952 na chór dziecięcy (1971)
- Blauerai na chór dziecięcy (1974)
- Kindermesse na chór dziecięcy (1974)
- Deutschlandlieder na chór dziecięcy (1977)
- Sinnsprüche des Angelus Silesius na 6 głosów solowych lub chór kameralny (1978)
- Gethsemane na sopran, tenora, chór i orkiestrę (1980)
- Psalm von der Niemandrose na chór a cappella (1981)
- 20 polnische Weihnachtslieder na chór a cappella (1985)
- Der Greis na głos, skrzypce, gitarę i perkusję (1992)

### Opery
- Einzug (wyst. Poczdam 1969)
- opera dziecięca Gritzko und der Pan (wyst. Berlin 1987)
- Katharina Blum (wyst. Bielefeld 1991)

### Singspiele
- Icke und die Hexe Yu (1971)
- Appetit auf Frühkirschen (1971)

### Balet
- David und Goliath (1972)

### Utwory na zespół kameralny i taśmę
- Schwarze Bilder (1974)
- Vom Wasser, das zu singen aufhörte (1975)